# 오제 효과

오제 효과에 대한 두가지 그림. (a)는 오제 하방천이의 각 단계들을 보여준다. 입사된 입자는 1s 준위 내에 양공을 창출한다. 이어서 2s 준위에 있던 전자가 1s 양공을 채우는데, 이 때 전이 에너지가 2p 전자에 전해져 방출된다. 따라서 원자는 2s와 2p에 각각 1개씩 총 2개의 양공을 가지게 된다. (b)는 X-선 표기 KL_{1}L_{2,3}을 사용하여 같은 공정을 묘사한다.

오제 효과(Auger effect)는 원자나 이온에서 방출되는 전자로 인해 또 다른 전자가 방출되는 물리적 현상을 말한다. 이때 발생하는 두 번째 방출전자를 오제 전자(Auger electron)라고 부른다. 원자의 안쪽 준위에서 전자 하나가 빈자리를 남기고 제거되면 높은 준위의 전자 하나가 빈자리를 채우게 되면서 높은 준위와 빈자리의 준위 차이만큼의 에너지가 발생한다. 이 에너지는 광자의 형태로 방출되거나 두 번째 전자를 추가로 방출하는 데 사용된다.
이름의 유래는 오제 전자의 발견자들 중 한사람인 피리어 빅터 오제(Pierre Victor Auger)에 기인하며, 이름의 의미는 원뜻과는 아무 관련이 없다.

## 역사
오제 전자 방출 과정은 1920년대 오스트리아 물리학자인 리제 마이트너(Lise Meitner)가 발견하였으며 비슷한 시기, 프랑스 물리학자 피리어 빅터 오제도 발견하여 1925년 학술 저널 Radium에 처음 소개되었다.

## 같이 보기
- 캐리어 생성 및 재결합
- 전자 포획